# Ligne de tramway de Bayeux à Saint-Martin-des-Besaces
La ligne de Bayeux à Saint-Martin-des-Besaces est une ancienne ligne de tramway des Chemins de fer du Calvados (CFC).

## Histoire
La ligne est mise en service le 9 juillet 1904 entre Bayeux et Balleroy. Le 15 avril 1906, elle est prolongée de Balleroy à Saint-Martin-des-Besaces,.